# 日本リハビリテーション医学会
公益社団法人日本リハビリテーション医学会（にほんリハビリテーションいがっかい）は、「リハビリテーションに関する医学の発展と知識の普及、 学術文化の向上に関する事業を行い、もって医療及び社会福祉の充実に寄与 することを目的」とする学会である。

## 沿革
- 1963年9月29日 - 創立[2]
- 1968年 - 日本医学会加盟
- 1980年 - リハビリテーション医学会専門医制度開始
- 1989年 - 社団法人となる
- 1996年 - 「リハビリテーション科」の標榜が認可
- 2009年 - リハビリテーション科女性医師ネットワーク（RJN）を設置
- 2012年 - 社団法人から公益社団法人に移行